# Civitaluparella
Civitaluparella är en ort och kommun i provinsen Chieti i regionen Abruzzo i Italien. Kommunen hade 320 invånare (2018).